# Tabo (Nubie)
Pour les articles homonymes, voir Tabo.
Tabo est un site archéologique en forme de monticule situé en Nubie, au Soudan, dans ce qui était autrefois le royaume de Koush.

## Description
Il se trouve à l'extrémité sud de l'île d'Argo, dans le Nil, juste au sud de Kerma, à environ 40 kilomètres au nord de Dongola. Il tire son nom d'un petit village qui se trouve près des ruines. À Tabo, il y avait un temple d'Amon très bien conservé. Il mesurait 75,6 mètres de long et 31 mètres de large. Le premier pylône avait une largeur de 40 mètres, le second de 35,5 mètres. Ces dimensions en font l'un des plus grands temples nubiens. Il y avait une cour avec des colonnes et un portique en dessous. Le temple est aujourd'hui très endommagé, les habitants locaux utilisant ce sanctuaire comme carrière ; les blocs de pierre du temple se trouvent dans de nombreux villages voisins.

## Galerie

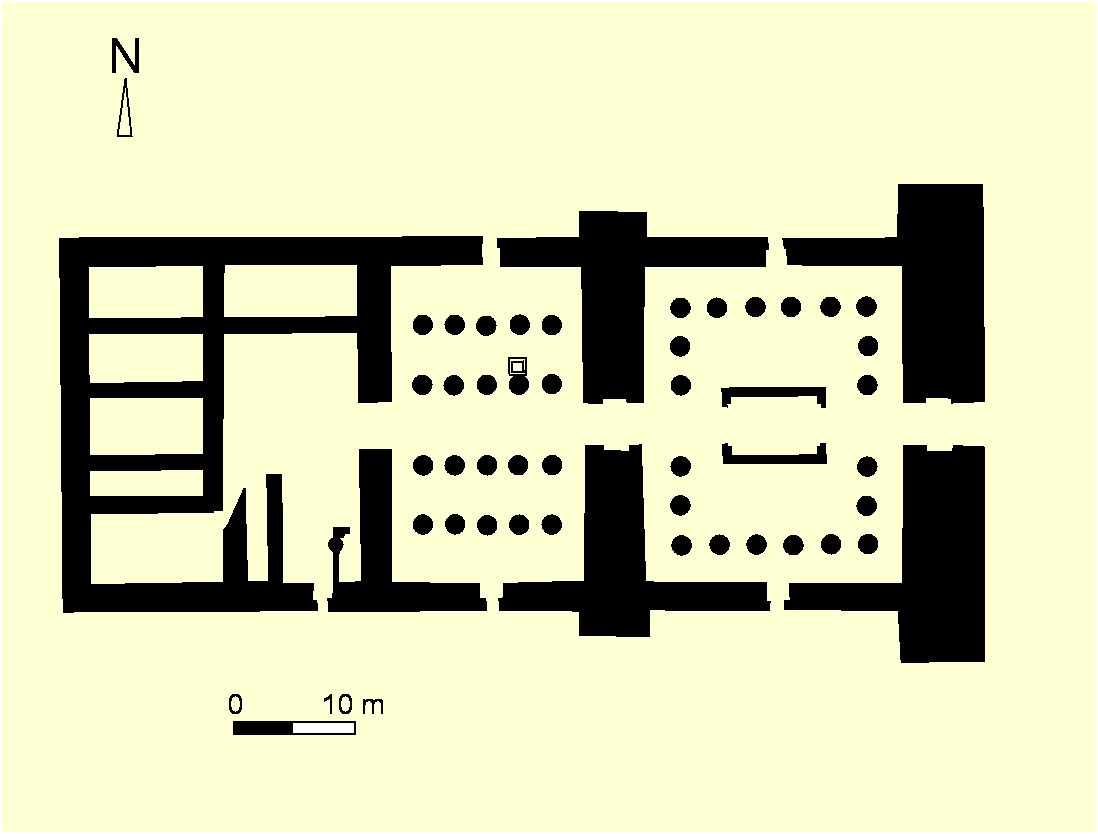
Plan temple nubien de Tabo.
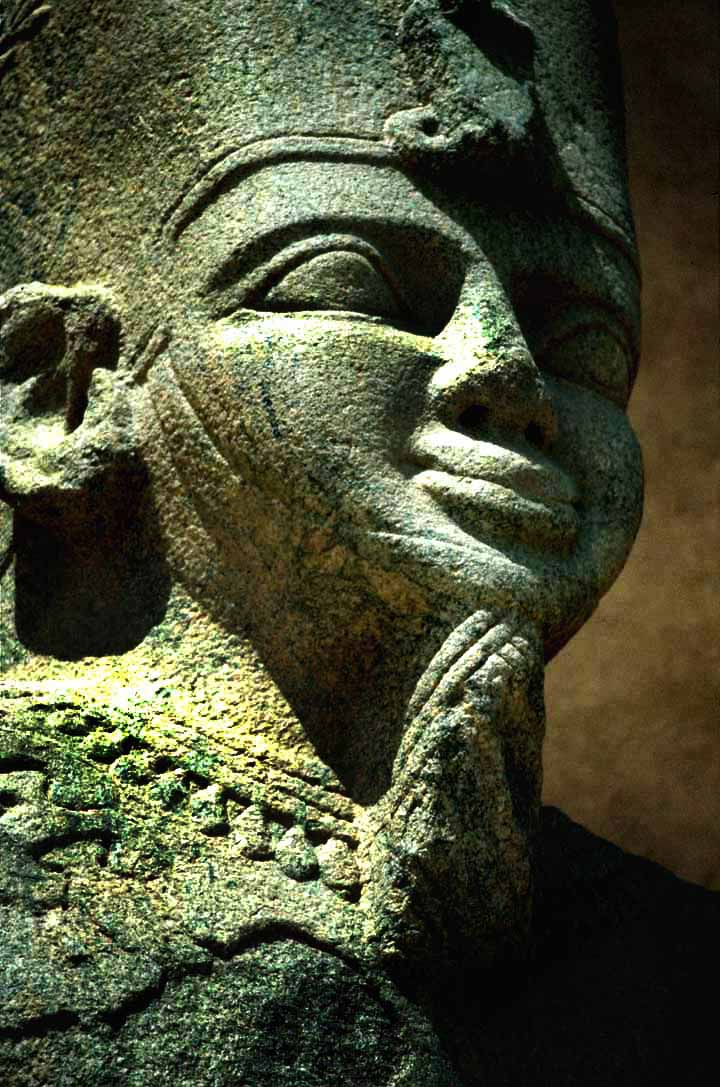
Statue d'un roi nubien au Soudan, peut-être Natakamani, découvert à Tabo.